# ねがいごと (Rie fuの曲)
「ねがいごと」は、日本のシンガーソングライター・Rie fuの4作目のシングル。

## 概要
前作から4か月ぶりとなるシングル。初回仕様は本人直筆ポストカードジャケット封入。

## 収録曲
全作詞・作曲：Rie fu
1. ねがいごと
  - 編曲：Snorkel
  - シングルとしては初の全日本語詞。2004年の夏に花火大会やお祭りが行ってから作った曲。
2. ねがいごと（Piano Version）
  - 編曲：Rie fu
  - ビートルズのプロデューサー・ジョージ・マーティンが所有するスタジオ・エアスタジオで録音された。
3. 2cm（Live Version）
  - 編曲：上田禎